# Équipe d'Afrique du Sud masculine de handball
L'équipe d'Afrique du Sud de handball masculin est la sélection nationale représentant le Afrique du Sud dans les compétitions internationales de handball masculin.

## Palmarès
L'équipe nationale n'a jamais participé à ce jour à un Championnat du monde. Elle a participé par contre à diverses éditions du Championnat d'Afrique des nations :
- non qualifié entre 1974 et 1996
- 10e place en 1998
- non qualifié entre 2000 et 2014